# Thìa tráng miệng
Thìa tráng miệng là một chiếc thìa (muỗng) được thiết kế đặc biệt để ăn món tráng miệng và đôi khi được sử dụng cho súp hoặc ngũ cốc. Kích thước tương tự như một muỗng súp (trung gian giữa một muỗng cà phê và một muỗng canh) nhưng với một hình bầu dục thay vì bát tròn, nó thường có sức chứa khoảng gấp đôi so với một muỗng cà phê. Bằng cách mở rộng thuật ngữ 'thìa tráng miệng' được sử dụng như một đơn vị nấu ăn đo khối lượng, thường là 10ml 0,4 oz fl.

## Trong ẩm thực
Là một đơn vị đo lường ẩm thực, một dessertspoon (dstspn.) Bằng 2 muỗng cà phê. Ở Hoa Kỳ, đây là khoảng 0,4 ounce chất lỏng. Ở Anh là 10 ml.

## Trong bào chế
Là một đơn vị đo lường trong bào chế thuốc, thìa tráng miệng là một đơn vị không chính thức nhưng được sử dụng rộng rãi các phép đo chất lỏng tương đương với hai drams chất lỏng, hoặc 1⁄4 ounce chất lỏng. Ở Hoa Kỳ và trước 1824 Anh, ounce chất lỏng bằng 1⁄128 của một gallon rượu Queen Anne (được định nghĩa là chính xác 231 inch khối) do đó thìa tráng miệng bằng khoảng 7,39 ml. Thìa tráng miệng hoàng gia trong bào chế thuốc sau năm 1824 (Anh) bằng 1⁄4 ounce chất lỏng, nhưng ounce ở đây bằng 1⁄160 một gallon hoàng gia, mà ban đầu được định nghĩa là 277,274 inch khối, nhưng sau đó điều chỉnh để khoảng 277.419433 inch khối, trong cả hai trường hợp thu được một muỗng tráng miệng khoảng 7,10 ml.
Trong cả hai biến thể của Anh và Mỹ trong hệ thống bào chế thuốc, hai thìa trà bằng một thìa tráng miệng, trong khi hai thìa tráng miệng bằng một chiếc thìa để bàn. Trong dược phẩm Latin, muỗng tráng miệng trong bào chế thuốc được gọi là cochleare medium, viết tắt là cochl. med. hoặc ít thường xuyên hơn coch. med., trái ngược với muỗng trà (cochleare minus hoặc minimum) và muỗng ăn (cochelare magis hoặc magnum).